# Léandro de Lajonquière
Léandro de Lajonquière, né en 1960 à Rosario, est professeur de sciences de l'éducation à l'université Paris 8 et psychanalyste. 

## Biographie
Né dans une famille d’expatriés à la fin du XIXe siècle en Argentine, il fait ses études secondaires à Rosario et ses études universitaires en Argentine, au Brésil et en France. Diplômé en psychologie clinique en 1986 par l´Université Nationale de Rosario (Argentine), il soutient un doctorat en sciences de l’éducation (mention psychologie) à l’université d'État de Campinas en 1992. En 1999, il obtient une première Habilitation à Diriger de Recherches en Philosophie et Sciences de l’éducation (en brésilien : diplôme de Livre-Docência) à l’université de São Paulo et, puis, une deuxième, en 2011, en psychologie à  l'université Paris-VIII,. 
Il débute dans la carrière d’enseignant-chercheur à l’université nationale de Rosario comme chef de travaux pratiques en psychologie. Il devient maître de Conférences à l’université d’état de Campinas (1993-1995), puis il intègre l’université de São Paulo où il obtient son premier poste de Professeur des Universités en 2005. Il y fonde, avec Maria Cristina Kupfer, en 1998, le laboratoire de recherche universitaire Laboratoire d´Études Psychanalytiques et Éducationnelles sur l´Enfance - LEPSI, axé sur les développements psychanalytiques sur l’éducation et l’enfance. 
En France, il est qualifié par le CNU 70e section en 2012 et recruté comme professeur en sciences de l'éducation d'abord par l'université de Caen Basse-Normandie (2012-2015) et puis par l’université de Paris 8 Vincennes Saint-Denis (2015) dont il rejoint le laboratoire de sciences de l'éducation CIRCEFT EA 4384,. 
Il est psychanalyste et membre de l´association Analyse freudienne (Paris). 

## Travaux
Il est codirecteur de publication  de la revue scientifique Estilos da Clínica (E-ISSN 1981-1624) depuis sa fondation en 1996 avec Maria Cristina Kupfer. Il a  participé à  la fondation du réseau latino-américain de recherche sur l’enfance INFEIES. 
Il est directeur de publication de la collection d’expertise scientifique Psicanálise e Educação [Psychanalyse et éducation] pour la maison d’éditions brésilienne Editora Vozes et rédaction de la préface de chaque titre paru. Dix titres édités dont trois d’auteurs français. 
En France, il est membre du réseau universitaire de recherche Cliopsy, intégrant le comité scientifique de sa revue électronique,. 
Il est l'auteur d'un livre français traduit du brésilien, Figures de l´infantile. La psychanalyse dans la vie quotidienne auprès des enfants. Un deuxième livre porte sur De Piaget à Freud : pour repenser les  apprentissages. Il est auteur de très nombreux articles parus dans des revues scientifiques, des chapitres d’ouvrages collectifs et des livres en français, en espagnole et en portugais. 

## Thématiques de recherche
Sa thèse de doctorat De Piaget à Freud (1992), mettait en évidence une direction pour une clinique psychologique sous transfert des apprentissages des savoirs scolaires. Les travaux se sont poursuivis dans le champ dit de la « psychanalyse appliquée » à différentes thématiques inhérentes à l’éducation des enfants, en particulier de ceux en situation de handicap, et à la formation d’enseignants. La singularité de sa démarche de recherche est précisément la remise en cause de l’idée d’application de la théorie freudienne à des domaines autres que la cure, tout en lui préférant le développement d’une démarche strictement psychanalytique à l’intérieur du champ éducatif à l’instar de la pensée de Maud Mannoni. Le champ de recherche interdisciplinaire ainsi délimité se décline en trois thématiques : la clinique psychopédagogique des apprentissages scolaires (1992-1997) ; la critique de Freud envers la pédagogie de son époque et le statut métapsychologique de l’éducation (1995-2000) ; enfin, le débat sur les nouveaux rapports à l´enfant (depuis 2000).

## Publications
- Figures de l´infantile. La psychanalyse dans la vie quotidienne auprès des enfants, Paris, L'Harmattan, 2013  (ISBN 978-2-343-00680-2).
- Infância e ilusão (psico)pedagógica, Petrópolis, Editora Vozes, 1999.

## Réception
Son travail, et notamment son ouvrage brésilien traduit en français par Figures de l'infantile, fait l'objet de plusieurs publications,,,, et recensions,,.